# PostScriptum
PostScriptum — білоруський музичний гурт з  Мінська. Заснований у  червні 1995 року як акустичний проект у стилі фольк-рок, пізніше став використовувати електронну музику.

## Історія
До першого складу гурту входили Юля Севрук, Катя Кузнєцова, Олександр Шаламаєв, Максим Кобзєв. Восени 1995 року гурт у цьому складі починає концертну діяльність. Влітку 1996 року він був змінений. З першого складу залишилися обидві вокалістки, тоді як музиканти змінилися повністю: тепер в гурт увійшли Вадим Марголін, Віктор Головаченко, Сергій Гринкевич, Макс Івашин та Микола Драницький. В 1997 році до гурту приєдналася третя вокалістка — Яна Савицька. В 1998–2002 роках в складі PostScriptum'а сталися ще кілька змін: так, через вагітність з групи пішли Катя та Яна, в інший гурт пішов Гринкевич, замість Івашина до гурту приєдналися Олексій Волков та Олександр Мілевич. У цей час в гурт входять Юля Севрук, яка вийшла заміж та змінила прізвище на Белізяк, Виктор Головаченко, Олександр Івашкевич та Микола Беланович.

В 1997 році вийшов дебютний альбом гурту — «Дом на синих холмах».

У 2000 році PostScriptum отримав гран-прі фестиваля «Басовище».

## Дискографія

### Альбоми
- Дом на синих холмах (Будинок на синіх пагорбах) (1997)
- Вандроўка (Маршрут) (2005)

### Участь у збірках
- Прэм’ер Тузін 2005[be] (2005), трек «Званы»
- Песні свабоды[be] (2006), трек «Вольныя танцы»

## Склад гурту
- Юля Белізяк (Севрук): вокал
- Віктор Головаченко: бас
- Олександр Івашкевич: гітара
- Микола Беланович: ударні